# Abacus Cooperativa
Abacus Cooperativa es una cooperativa de consumo. Actualmente, Abacus cooperativa cuenta con 49 establecimientos repartidos entre Cataluña, la Comunidad Valenciana y las Islas Baleares, y dos tiendas en línea.
Abacus se fundó el año 1968 como cooperativa de consumidores, en 1985 se incorporó la figura de los socios de trabajo. El año 2018 la cooperativa estaba constituida por 541 socios de trabajo y 926.199 socios de consumo.
El año 2018 Abacus recibió la Cruz de Sant Jordi de la Generalidad de Cataluña por su destacada aportación al cooperativismo de consumo desde hace 50 años y la Medalla de Oro al Mérito Cívico del Ayuntamiento de Barcelona en reconocimiento al trabajo hecho durante los 50 años de trayectoria.

## Historia
Abacus Cooperativa nace el año 1968 por iniciativa de un grupo de profesores, madres y padres de Barcelona, conjuntamente con la Asociación de Maestros Rosa Sensat, que decidieron emprender un proyecto cooperativo para dar servicio de calidad en el ámbito de la educación y la cultura. El proyecto enlazaba con la histórica tradición del cooperativismo en Barcelona, con nuevos valores y actividades basadas en el consumo responsable, en la inversión social positiva, y en el compromiso con el medio ambiente. Desde sus orígenes, Abacus cooperativa ha apostado por promover la cultura y la lengua catalana por todo el territorio y por priorizar  valores éticos, solidarios y de compromiso social.
Inicialmente, la cooperativa era una entidad integrada por consumidores, y que desde el año 1985 incorpora también las personas trabajadoras como socias. Actualmente cuenta con 541 socios y socias de trabajo y prácticamente un millón de socio y socias de consumo, 49 establecimientos físicos y una tienda en línea. Además, Abacus es miembro fundador del Grupo Clade, el primer grupo empresarial cooperativa catalán.

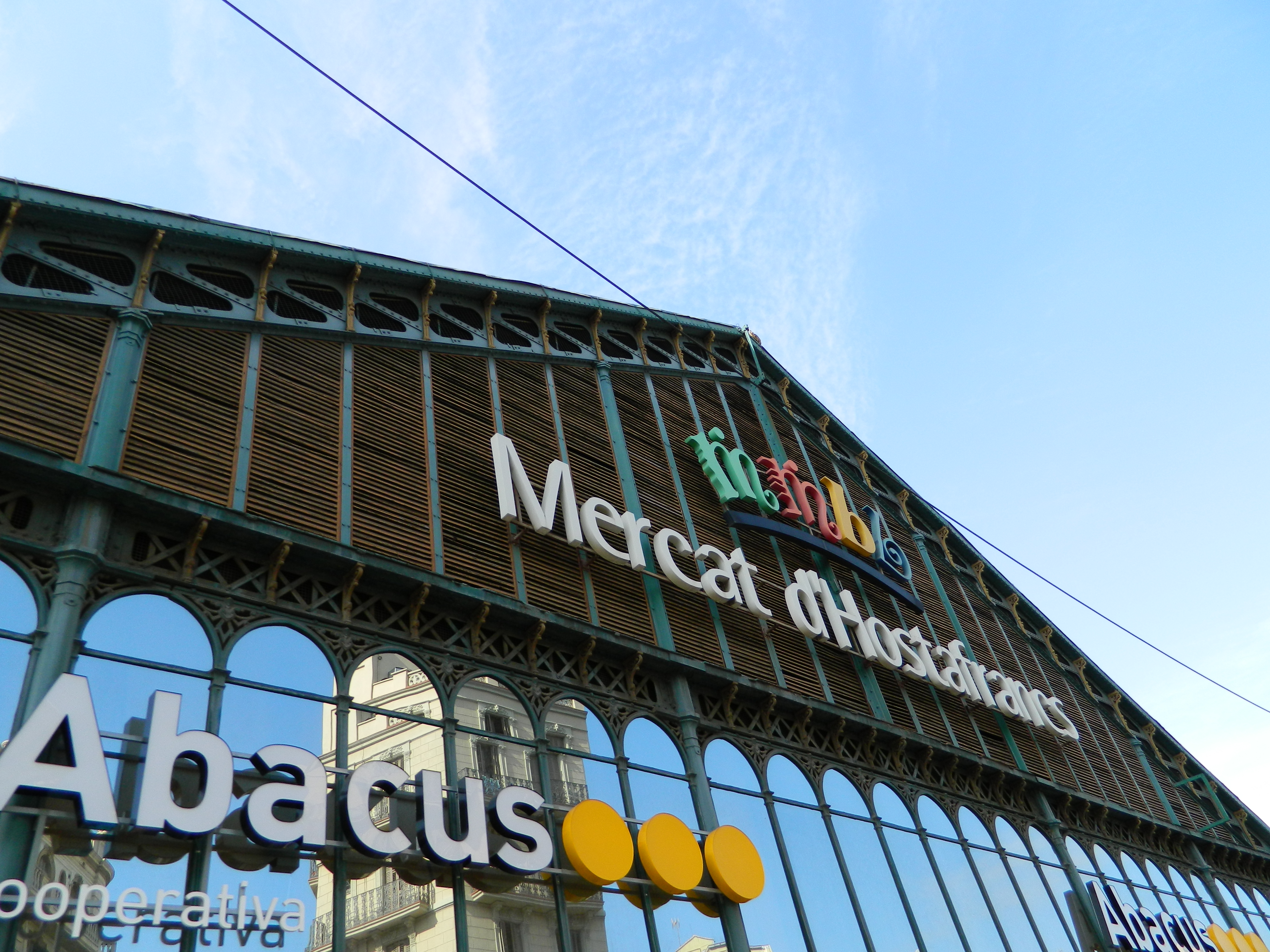
Tienda del mercado de Hostafrancs (Barcelona).
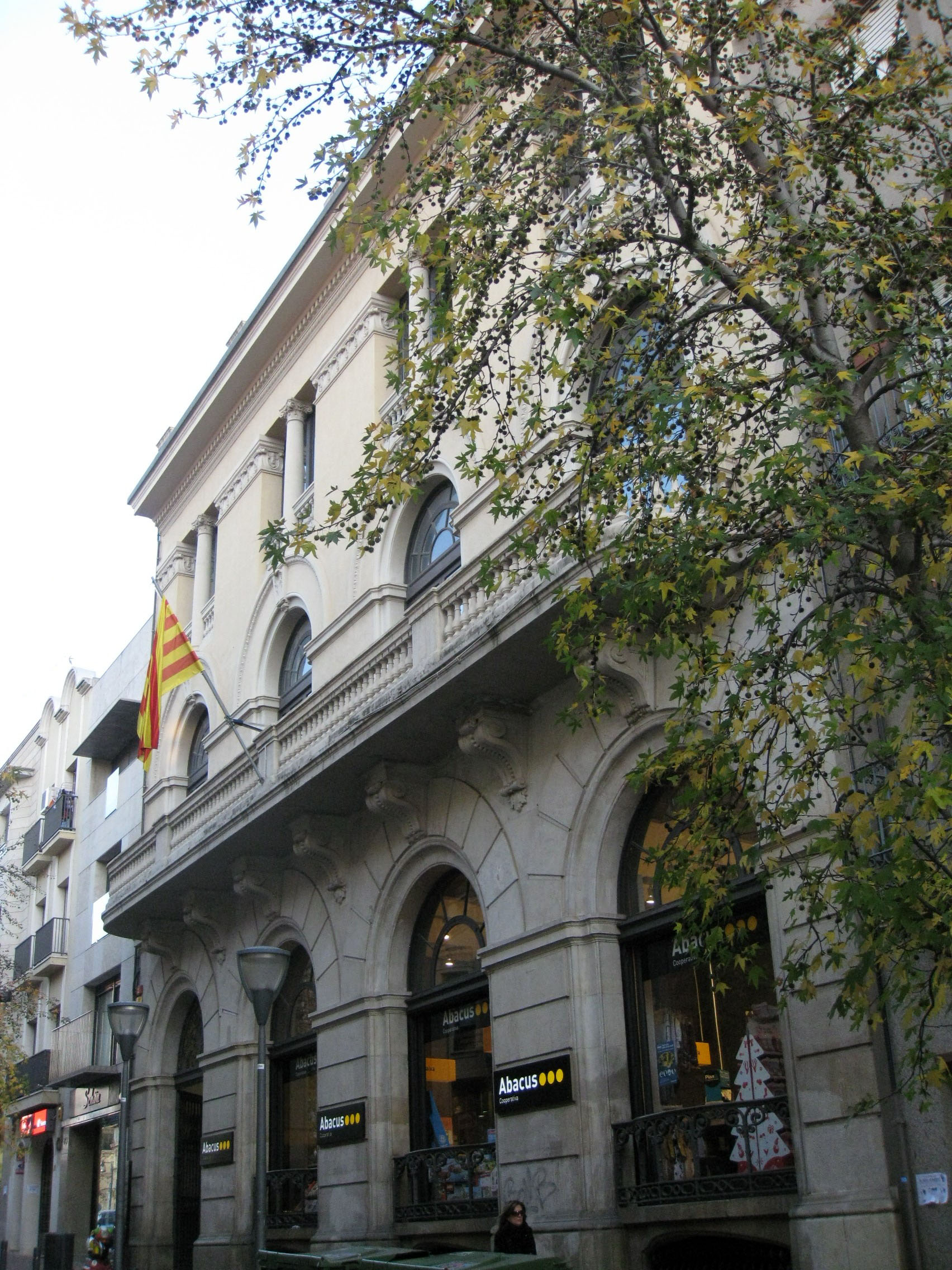
Tienda en el Gran Casino del Foment de Tarrasa.
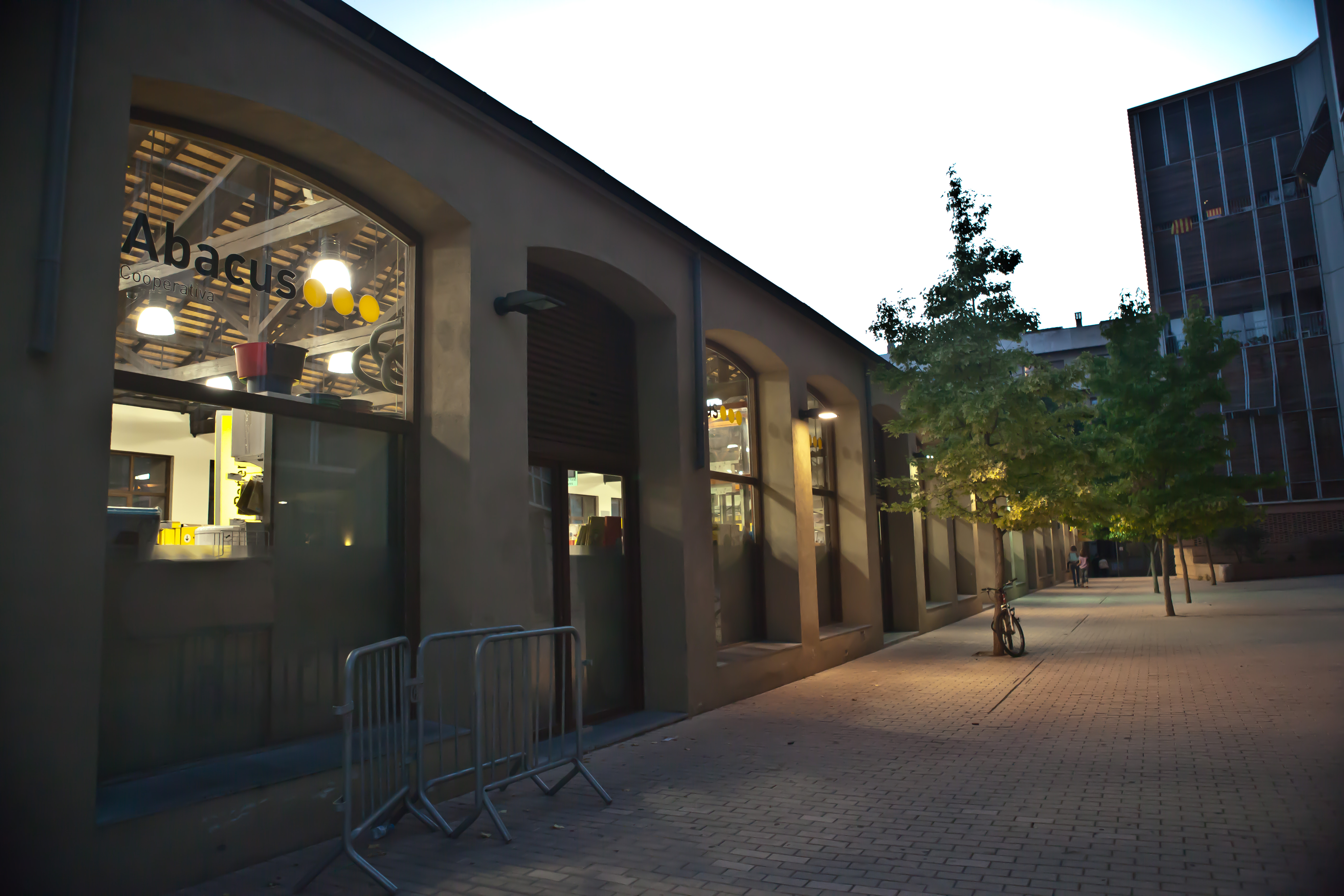
Tienda en el complejo Botiga Vapor Sampere de Sabadell.

## Fondo
En enero de 2019 Abacus cedió su fondo al Archivo Nacional de Cataluña. El fondo, organizado sobre la base, ligeramente adaptado, del cuadro de clasificación de fondos de asociaciones y fundaciones del Archivo Nacional  y se han identificado las siguientes series: administración general y organización, legislación y asuntos jurídicos, gestión del personal, gestión económica, gestión de los bienes inmuebles, recursos de información, publicaciones periódicas, comunicaciones y proyección pública, servicios ofrecidos a los cooperativistas y activistas propios.
El fondo contiene fundamentalmente la documentación generada por la actividad comercial de la entidad. Destacan las series organizativas que agrupan desde los precedentes de la entidad hasta los actos de los diferentes órganos de gobierno. Hay que remarcar la importancia de la documentación encuadrada en la serie de relaciones externas e internas que integra la correspondencia recibida y emitida por la organización. Finalmente, destaca la serie de actividades propias del organismo que agrupa las campañas de la entidad, las actividades educativas, los premios y convocatorias, los catálogos y los proyectos.
En conjunto, el fondo facilita una aproximación muy completa a la actividad histórica de Abacus Cooperativa que ha sido y es un referente en la dinamización cultural del territorio, mediante valores como la equidad, la sostenibilidad y el consumo responsable. El volumen total del fondo es de 3,2 m (32 unidades de instalación)

## Central logística
En 2009, Abacus Cooperativa inaugura su nueva central logística de distribución, ubicada en la localidad de Vilanova del Camí (Barcelona). Consta de una nave automatizada de más de 23.500 m². La inversión total superó los 21 millones de euros y pudo llevarse a cabo con la colaboración de la sociedad Eurecos, participada por la cooperativa Abacus, las mutuas francesas Mutuelle Assurance des Commerçants et Industriels de France y Mutuelle Assurance dels Instituteurs de France, el banco Credit Cooperatif y la aseguradora Atlantis. En 2016, Abacus compra la central logística a Eurecos por 6 millones de euros.